# Mir-2

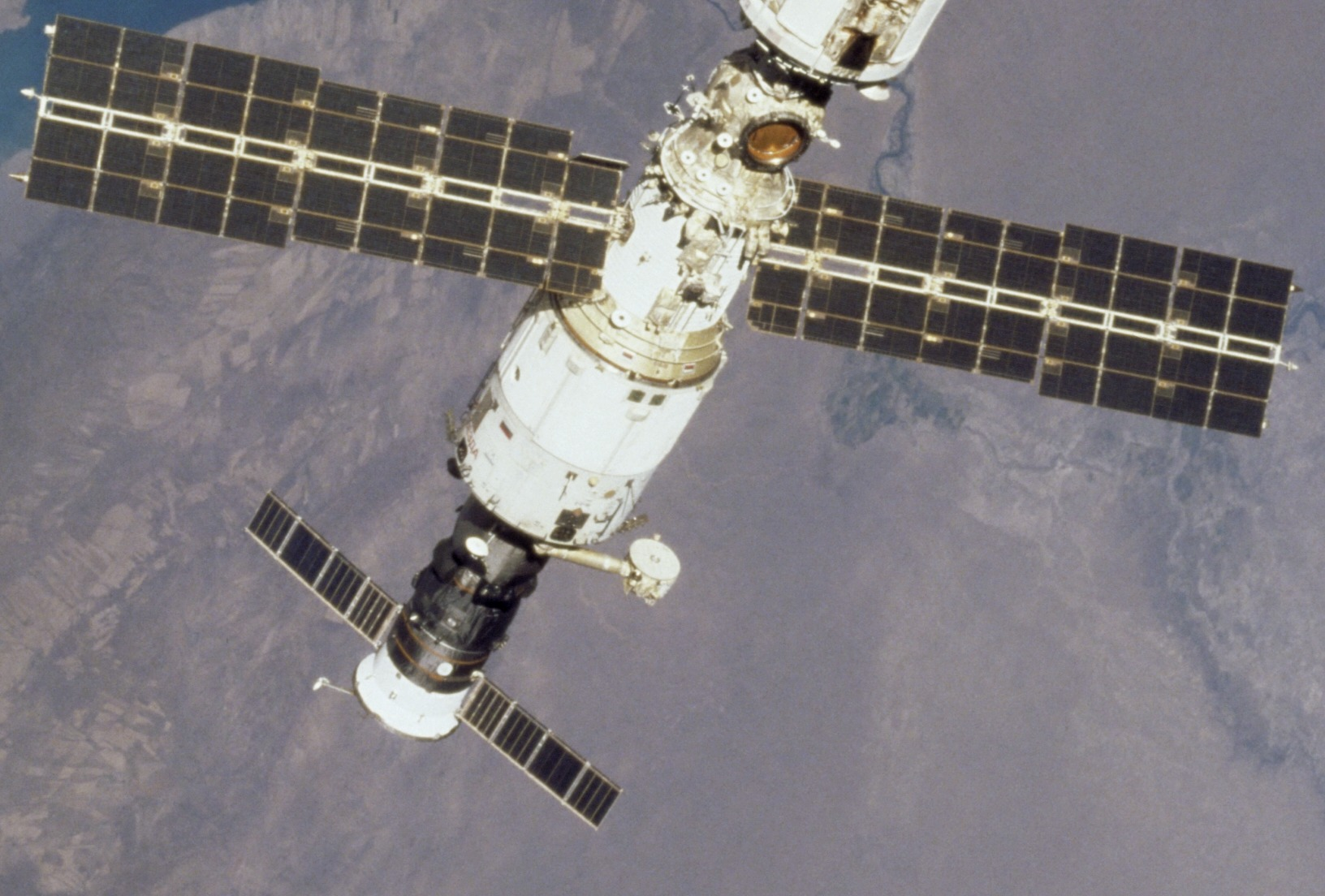
La navetta Progress M1-3 (in basso) attraccata al modulo Zvezda "Mir2" della ISS

Mir-2 fu un progetto di stazione spaziale iniziato nel febbraio 1976 dall'Unione Sovietica. Alcuni dei moduli costruiti per Mir-2 sono stati poi utilizzati per la Stazione spaziale internazionale (ISS). Il progetto ha subito molti cambiamenti, ma è stato sempre basato sul modulo DOS-8 come blocco di base della stazione spaziale, costruito come un back-up del DOS-7  utilizzato della stazione Mir. Il DOS-8 blocco base è stato poi utilizzato come modulo Zvezda della ISS. Il suo design deriva delle stazioni Salyut.